# MF Global Freighter
MF Global Freighter – statek typu ro-ro, należący do Lillbacka Powerco, pływający pomiędzy Lubeką, Sassnitz a Petersburgiem. Został zbudowany w 1977 w stoczni Hyundai Heavy Industries w Korei Południowej. Obecnie statek pływa pod banderą Finlandii, a jego port macierzysty to Maxmo (Maksamaa).